# Бонами, Зинаида Аматусовна
Зинаида Аматусовна Бонами (род. 18 ноября 1953, Москва) — советский и российский музейный работник, музеевед, автор и организатор художественных и литературных выставок; с 2001 по 2015 год — заместитель директора Государственного музея изобразительных искусств имени А. С. Пушкина по выставочной деятельности и международным связям. Член ИКОМ России, Международного комитета литературных музеев, Никитского клуба.

## Биография
Родилась 18 ноября 1953 года в Москве, в семье ученых и преподавателей высших учебных заведений (отец — Бонами Аматус Альбертович, математик; мать — Бонами Тала Михайловна, филолог). По образованию филолог, изучала английский и немецкий языки, специализировалась на истории английской литературы. Заочно окончила аспирантуру Московского государственного института культуры (1986).
Кандидат педагогических наук, автор первой в СССР диссертации, основанной на семиотическом подходе к исследованию музейной экспозиции (1986).
Стипендиат Института внешних связей (Institut für Auslandsbeziehungen, Штутгарт, ФРГ; 1992).

## Государственный музей А. С. Пушкина
Не путать с ГМИИ им. А. С. Пушкина.
В 1977 году поступила на работу в Государственный музей А.С. Пушкина, где овладела различными музейными профессиями: экскурсовода, ученого секретаря, хранителя, научного сотрудника рукописного отдела, куратора и организатора выставок. Осуществила первую публикацию с оригинала одного из писем А. С. Грибоедова. Благодаря владению иностранными языками специализировалась на теме «Зарубежная пушкиниана», в частности, занималась историей пушкинских реликвий, оказавшихся за пределами России. Заведовала сектором передвижных выставок, затем возглавила вновь созданный отдел выставок.
Вместе с основателем и первым директором Государственного музея А. С. Пушкина Александром Зиновьевичем Крейном с 1978 года активно участвовала в работе Международного комитета литературных музеев (ICLM) Международного Совета Музеев (ICOM), что способствовало возникновению интереса к теоретическим проблемам музейного дела. Выступала с докладами на международных конференциях, публиковалась в сборниках ICLM.
В 1986—1997 годах организовывала пушкинские выставки в музеях СССР (Благовещенск, Волгоград, Выборг, Гурзуф, Днепропетровск, Донецк, Калининград, Краматорск, Могилев, Новгород, Новокузнецк, Одесса, Омск, Оренбург, Ростов-на-Дону, Саратов, Сыктывкар, Тамбов и др.).
В 1999 году, после реконструкции музея к 200-летию А. С. Пушкина, стала создателем экспозиции «Пушкин в движении эпох», посвященной истории культурной канонизации поэта и литературной рецепции его наследия на протяжении полутора веков развития русской культуры. Автор первых выставок, показанных в реконструированных выставочных залах Государственного музея А. С. Пушкина, в частности: «Среди великих. Пушкин и мировая культура», «„Золотой век“ в серебряном зеркале», «Пушкин и Гёте в массовой культуре», «Мода и стиль в фотографии. Собрание ранней русской фотографии Государственного музея А. С. Пушкина», «„Борис Годунов“ на русской сцене».

## Государственный музей изобразительных искусств имени А. С. Пушкина
В 2001 году приглашена директором Государственного музея изобразительных искусств имени А. С. Пушкина Ириной Антоновой на вновь введенную должность заместителя директора по выставочной деятельности и международным связям. Объединив под своим руководством отдел выставок, отдел зарубежных связей и отдел по связям с общественностью, способствовала формированию единого цикла создания и продвижения выставочных проектов музея.
Участвовала в переговорном процессе и организации масштабных международных выставок, в том числе: «Гармония и контрапункт. Россия — Германия. XIX век», «Россия — Италия. Сквозь века: от Джотто до Малевича», «Норман Фостер. Пространство и время», «Маски: от мифа к карнавалу», «Встреча с Модильяни. Живопись, графика, документы, фотографии», «Новый свет. Три столетия американского искусства», «Футуризм. Радикальная революция: к 100-летию художественного движения», «Тернер. 1775—1851», «Пикассо. Москва», «Сальвадор Дали», «Уильям Блейк и британские визионеры», «Караваджо (1571—1610). Картины из собраний Италии и Ватикана», «Прерафаэлиты. Викторианский авангард» и многих других, получивших значительный общественный резонанс (в частности, выставки «Воображаемый музей», «Караваджо (1571—1610). Картины из собраний Италии и Ватикана», Кандинского, Блейка и Лейбовиц) и отмеченных рекордной посещаемостью (в последние годы — выставки Тернера, Пикассо, Дали).
Координатор серийного проекта выставок из художественных собраний стран ближнего зарубежья «Под сенью дружных муз» (Латвия, Армения, Украина). Активно способствовала осуществлению программ Перекрестных годов культуры Россия-Франция, Россия-Испания, Россия-Италия, Россия-Германия, Россия-Великобритания, культурных сезонов «Австрия-Россия. 2013—2015».
Выступала в качестве куратора выставок «В сторону Пруста» (2001, в рамках фестиваля «Декабрьские вечера») и «Скрипка Энгра. Второе призвание. XX век» (2005). Со-куратор выставок по истории моды (совместно с домами «Шанель» и «Диор»): «Шанель. По законам искусства» (2007); «Диор: под знаком искусства» (2011). Автор идеи выставки «Оскар Уайльд. Обри Бердслей. Взгляд из России» (2014).
Первым проектом, осуществленным Зинаидой Бонами в ГМИИ им. А. С. Пушкина, стала выставка «Энди Уорхол (1928—1987). Жизнь и творчество» в рамках «Недели Уорхола в Москве». Всего за годы её работы в музее реализовано порядка 250 выставочных проектов, не считая многочисленных выставок с участием ГМИИ им. А. С. Пушкина в России и мире (в том числе в Японии, США, Швейцарии).
Должность заместителя директора по выставкам и международным связям упразднена директором ГМИИ им. А. С. Пушкина М. Д. Лошак в мае 2015 года.

## Научная и педагогическая деятельность
Область научных интересов — теоретические проблемы музейного дела, зарубежная пушкиниана, литературная рецепция.
Участвовала в рабочей группе по созданию проектов Государственного культурного центра-музея Владимира Высоцкого в Москве, Московского музея образования, музея-усадьбы «Остафьево».
Член исследовательской группы «Музей и образование» (1991—1993).
Преподавала курс «Основы музейного дела и экскурсоведения» в Московском государственном институте культуры. В качестве приглашенного лектора преподавала курс «Эстетика музейного пространства» по программе «Эстетика: арт-бизнес» философского факультета Московского государственного университета (2005—2007).
Занималась изучением произведений русского изобразительного искусства в рамках выставочных проектов «С любовью к России. Русская коллекция норвежского консула Йонаса Лида» (2005) и «Парижские находки. К 100-летию И. С. Зильберштейна» (2006). Инициировала первый показ в России семейных реликвий Пушкиных-Гончаровых из собрания Сержа Лифаря, совместно с журналом «Русское искусство» организовала круглый стол по их атрибуции, а также технико-технологическую экспертизу миниатюрного портрета Пушкина, приписывавшегося В. А. Тропинину.
Участник конференций ICOM/ICLM, научных конференций «Випперовские чтения» (2004, 2009).
После увольнения из ГМИИ обращается к теоретическому музееведению, в частности, изучению проекта «восстановительного музея» русского философа-космиста Николая Федорова в контексте европейской музейной традиции. Принимает участие в круглом столе Петербургского культурного форума в качестве независимого эксперта, выступает на музеологических конференциях и научных чтениях, посвященных изучению наследия Н. Ф. Федорова. Регулярно печатается в научных сборниках. В 2018 году публикует книгу «Как читать и понимать музей. Философия музея» — первый отечественный опыт рассуждений о сложных вопросах музейного дела, обращенный к широкой аудитории. В 2019 участвует в коллективной монографии «Политика аффекта. Музей и пространство публичной истории», выступает на Первом международном Петербургском историческом форуме.

## Награды
Награждена грамотой Министерства культуры Российской Федерации за вклад в развитие культуры (2011).
Лауреат премии «Такие дела» журнала «Большой город» (2011).
Лауреат Национальной премии общественного признания достижений женщин России «Олимпия» за программы интеграции России с мировым культурным пространством и организацию экспозиций мировых шедевров в Москве (2012).
За активное участие в проведении Года культуры Италии в России была удостоена звания кавалера ордена Звезды Италии (2012).
Представляла ГМИИ им. А. С. Пушкина на церемонии вручения первой ежегодной премии газеты The Art Newspaper Russia (номинация «Лучшая выставка», 2013).

## Основные публикации
- Государственный музей А. С. Пушкина (Москва) в 1977 г. Временник Пушкинской комиссии Академии наук, Пушкинский Дом, 1977. Л.: «Наука», 1980
- Второе призвание. Русское искусство, № 1, 2006, с. 22—27
- С любовью к России. Русское искусство, № 2, 2006, с. 106—113
- Игры разума с предметом. В поисках дефиниции музейной коммуникации / Журнал «Музей — памятник — наследие», 1(3)/2018, с. 41—50
- Как читать и понимать музей. Философия музея. М.: АСТ, 2018. ISBN 978-5-17-098517-3
- Музей в дискурсе аффекта / Политика аффекта. Музей и пространство публичной истории. М.: Новое литературное обозрение, 2019, с. 37—78. ISBN 978-5-4448-1091-0
- Рождение музея. Полвека спустя. К годовщине выхода в свет книги А. З. Крейна «Рождение музея» / Журнал «Музей», 9/2019, с. 70—72
- Новая мемориальная культура и музей / Журнал «Музей — памятник — наследие», 2(6)/2019, с.114—122

## Переводные издания
- Rainer Maria Rilke in Jasnaja Poljana/Райнер Мария Рильке в Ясной Поляне. Russisch/Deutsch. Bearb. von Joachim W. Storck. Übertragung ins Russische: Zinaida Bonami. Marbacher Magazin No. 92 (Sonderheft), 2001[61]. ISBN 3-933679-42-7
- Consul Jonas Lied and Russia. Collector, Diplomat, Industrial Explorer (1910—1931). Red. Marit Werenskiold. Fagbokforlaget, 2008. ISBN 9788274772861